# موزارت سانتوس باتيستا جونيور
موزارت سانتوس باتيستا جونيور (بالبرتغالية:Mozart Santos Batista Júnior) (مواليد 8 نوفمبر 1979 في كوريتيبا - البرازيل) لاعب كرة قدم برازيلي يلعب حاليا لصالح نادي الدرجة الأولى ليفورنو الإيطالي منذ 2009 في مركز الوسط المدافع .

## روابط خارجية
- موزارت سانتوس باتيستا جونيور على موقع قاعدة بيانات كرة القدم.إي يو (الإنجليزية)
- موزارت سانتوس باتيستا جونيور على موقع ليكيب (الفرنسية)
- موزارت سانتوس باتيستا جونيور على موقع Soccerway.com (الإنجليزية)
- موزارت سانتوس باتيستا جونيور على موقع عالم كرة القدم.نت (الإنجليزية)
- موزارت سانتوس باتيستا جونيور على موقع أوليمبيديا (الإنجليزية)